# 奥利韦托奇特拉
奥利韦托奇特拉（義大利語：Oliveto Citra），是意大利萨莱诺省的一个市镇。总面积31平方公里，人口3973人，人口密度128.2人/平方公里（2009年）。ISTAT代码为065083。